# Aventuriera din Los Angeles
Aventuriera din Los Angeles (titlu original: Alien from L.A.) este un film american SF din 1988 regizat de Albert Pyun. Rolul principal a fost interpretat de actrița Kathy Ireland, ca Wanda Saknussemm, o tânără care vizitează civilizația subterană a Atlantidei. Filmul a fost prezentat într-un episod Mystery Science Theater 3000. Acest film se bazează pe romanul lui Jules Verne din 1864, O călătorie spre centrul Pământului, cu câteva aluzii minore la Vrăjitorul din Oz.

## Prezentare
Wanda Saknussemm (Kathy Ireland) este o tocilară inadaptată social, cu ochelari mari și o voce neobișnuit de scârțâitoare, care locuiește în Los Angeles și lucrează la un restaurant. După ce a fost părăsită de iubitul ei pentru că „nu are simțul aventurii”, Wanda este informată printr-o scrisoare că tatăl ei, un arheolog, a căzut într-o groapă fără fund și a murit. Ea zboară spre Zamboanga în Africa de Nord (adresa de pe plic) și, în timp ce se uită prin lucrurile tatălui ei, găsește însemnările lui despre Atlantida, aparent o navă extraterestră care s-a prăbușit cu milenii în urmă și s-a scufundat în centrul Pământului. Wanda dă peste o cameră de sub apartamentul tatălui ei și declanșează accidental un lanț de evenimente care, în cele din urmă, o fac să cadă într-o gaură adâncă.
O Wanda nevătămată se trezește în adâncul Pământului, într-un sistem de tuneluri și peșteri. Aici îl găsește pe Gus (William R. Moses), un miner pe care îl protejează de la a fi ucis de alți doi oameni. Gus este de acord să o ajute pe Wanda să-și găsească tatăl, despre care ea crede că este în viață și prins sub pământ. Ei ajung într-un oraș subteran ciudat în stil cyberpunk. Conducerea orașului vânează "extratereștri", străini de la suprafață care s-ar infiltra în Atlantida ca spioni în pregătirea unei invazii. Ei nu știu nimic despre viața de la suprafața pământului, sub pământ mulți nu cred în existența vieții la suprafață. În timp ce cei duri doresc să tortureze și să ucidă străinii, există, de asemenea, o opoziție în conducere care pune la îndoială această abordare.
Wanda este vânată și ajunge să fie despărțită de Gus dar îl întâlnește pe Charmin', un locuitor al orașului, care o ajută și se îndrăgostește de ea. În cele din urmă, ea este capturată de generalul malefic Rykov, care vrea să o ucidă atât pe Wanda, cât și pe tatăl ei care este întemnițat. Înainte ca liderul atlantic să poată decide ce să facă cu Wanda și tatăl ei, Gus apare și îi ajută pe cei doi să scape în timp ce se luptă cu generalul Rykov și cu soldații săi. Spre deosebire de mahalalele orașului, clădirea futuristă a guvernului este centrul orașului Atlantida. Se dovedește a fi o navă spațială extraterestră care s-a prăbușit cu mii de ani în urmă și s-a scufundat în interiorul Pământului. Un  om de știință, prieten al lui Gus, a făcut o invenție asemănătoare unei rachete care îi permite Wandei și tatălui ei să se întoarcă la suprafață la sfârșitul urmăririi lor prin gaură. Wanda, acum maturizată, îmbrăcată în bikini și sarong, este pe o plajă unde refuză avansurile fostului ei iubit și apoi începe o nouă viață cu Charmin', care apare în mod inexplicabil pe o motocicletă.

## Distribuție
- Kathy Ireland - Wanda Saknussemm
- William R. Moses - Guten "Gus" Edway
- Richard Haines - Professor Arnold Saknussemm
- Don Michael Paul - Robbie
- Thom Mathews - Charmin'
- Janie Du Plessis - General Rykov / Shank / Claims Officer
- Simon Poland - Consul Triton Crassus / The Mailman
- Linda Kerridge - Roryis Freki / Auntie Pearl
- Kristen Trucksess - Stacy
- Lochner de Kock - Professor Ovid Galba / Paddy Mahoney
- Deep Roy - Mambino, șeful șefilor